# ألبرتو فرنانديز (دبلوماسي)
ألبرتو ميغيل فرنانديز  (بالإنجليزية: Alberto Miguel Fernandez)‏ (مواليد سنة 1958) دبلوماسي كوبي أمريكي سابق. كان رئيسًا لشبكات البث في الشرق الأوسط، والتي تضم قناة الحرة. يشغل فرنانديز حاليًا منصب نائب رئيس معهد بحوث إعلام الشرق الأوسط، وهو المنصب الذي شغله ما بين 2015 و2017. 

## مسيرته
ولد فرنانديز في كوبا ونشأ في ميامي، وتخرج منجامعة أريزونا ومعهد الدفاع للغات. يجيد اللغة العربية (4/3 +) والإسبانية (5/5) والإنجليزية، وهو متزوج وله ولدان.
فرنانديز هو عضو في مجلس المديرين التنفيذيين لمركز الأمن السيبراني والأمن الداخلي في جامعة أوبرن. وهو أيضًا زميل غير مقيم في السياسة والإعلام في الشرق الأوسط في مركز البحوث والاستشارات (TRENDS) في أبو ظبي، بالإمارات،  وهو أيضًا عضو في مجلس المستشارين للمركز الدولي لدراسة التطرف العنيف (ICSVE)،  ومشروع (Philos).
كان منسق مركز الاتصالات الاستراتيجية لمكافحة الإرهاب (CSCC) في وزارة الخارجية الأمريكية في واشنطن العاصمة من مارس 2012 إلى فبراير 2015. تم إنشاء المركز في سبتمبر 2011 بموجب الأمر التنفيذي للبيت الأبيض رقم 13584 لمكافحة دعاية القاعدة وحلفائها وأتباعها. كان سفير الولايات المتحدة في غينيا الاستوائية، ثالث أكبر منتج للنفط في أفريقيا والدولة الوحيدة الناطقة بالإسبانية، من يناير 2010. قبل ذلك كان قائمًا بالأعمال في سفارة الولايات المتحدة في الخرطوم، بالسودان من 2007 إلى 2009. في السودان، عمل على الحفاظ على اتفاقية السلام الشامل لعام 2005 بين حزب المؤتمر الوطني ومتمردي الحركة الشعبية لتحرير السودان، ولتقديم الإغاثة الإنسانية إلى دارفور التي مزقتها الحرب.[وصلة مكسورة]
كان فرنانديز مدير مكتب الصحافة والدبلوماسية العامة في مكتب شؤون الشرق الأدنى في وزارة الخارجية الأمريكية من أغسطس 2005 إلى مايو 2007. باعتباره واحدا من القلائل الذين يتحدثون العربية بطلاقة في وزارة الخارجية الأمريكية، كان الناطق بلسان السياسة الأمريكية في الشرق الأوسط. اعتبرت نيوزويك أنه أجرى ما معدله حوالي 200 مقابلة في السنة.
شغل فرنانديز أيضًا مناصب رفيعة في السفارة الأمريكية، كمستشار للشؤون العامة، في كابول وعمان وغواتيمالا ودمشق. في وقت سابق من حياته المهنية، عمل في سفارة الولايات المتحدة في كل من الكويت (مسؤول الشؤون العامة)، وماناغوا (الملحق الصحفي والمتحدث الرسمي)، وسانتو دومينغو (مدير المعهد الثقافي الدومينيكي الأمريكي)، وأبو ظبي.

### مقابلة الجزيرة سنة 2006
في مقابلة أجراها باللغة العربية على قناة الجزيرة في 21 أكتوبر 2006، أدلى فرنانديز بتصريحات ترجمت على النحو التالي: «أبدت الولايات المتحدة من دون شك غطرسة وغباء في العراق»، مضيفا أنه ينبغي عليها أن تظهر تواضعا أكثر في إستراتيجيتها التي ظهرت بـ«كثير من الأخطاء». 
نقل بيان صحفي صادر عن وزارة الخارجية اعتذارًا من فرنانديز: "(ما قلته) لا يعكس وجهة نظري ولا وجهة نظر وزارة الخارجية، وأنا أعتذر". كما أعلنت الخارجية وفقا لصحيفة واشنطن بوست أن ترجمة ما قاله فرنانديز قد أسيئت." 
وبالمثل، قال السفير الأمريكي في العراق زلماي خليل زاد باللغة الإنجليزية قبل أيام من تصريحات فرنانديز: «من المهم أن ندرك أن الأخطاء قد ارتكبت خلال السنوات القليلة الماضية. كانت هناك أوقات كان فيها المسؤولون الأمريكيون يتصرفون بغطرسة ولم يتقبلوا نصائح القادة المحليين».

## الجوائز والتكريمات
حصل فرنانديز على جائزة الخدمة الرئاسية الاستحقاقية لعام 2008، وجائزة إدوارد آر مورو لعام 2006 للتميز في الدبلوماسية العامة من وزارة الخارجية، وجائزة الشرف العليا في عام 2003 لعمله في أفغانستان، وجائزة لغوي العام لعام 1996، من بين آخرين كثر. وقد كتب في عدة صحف ومجلات،        كما حاضر في العديد من الجامعات الأمريكية، وقدم أوراقًا في مؤتمرات جمعية دراسات الشرق الأوسط في أمريكا الشمالية (MESA)، والمنتدى العالمي لتطوير وسائل الإعلام (GFMD)، ومؤسسة الدفاع عن الديمقراطيات (FDD)، ومركز دراسة الإسلام والديمقراطية (CSID).

## الجدول الزمني
- 1958 - ولد في هافانا، كوبا.
- 1959 - وصل إلى ميامي بفلوريدا كلاجئ.
- 1976 - خدم في الجيش والمحميات الأمريكية حتى عام 1981.
- 1981 - حصل على بكالوريوس دراسات الشرق الأوسط من جامعة أريزونا.
- 1983 - ماجستير في دراسات الشرق الأوسط من جامعة أريزونا. انضم إلى وكالة المعلومات الأمريكية. عمل كمسؤول مبتدئ في أبو ظبي، بالإمارات ومساعد مسؤول الشؤون الثقافية في سانتو دومينغو، بجمهورية الدومينيكان.
- 1986 - ملحق صحفي في سفارة الولايات المتحدة في ماناغوا، نيكاراغوا.
- 1988 - مسؤول العلاقات العامة في سفارة الولايات المتحدة في الكويت.
- 1990 - مسؤول الشؤون القطرية لمصر واليمن والسودان في مكتب منطقة الولايات المتحدة الأمريكية / وكالة الطاقة النووية، واشنطن العاصمة.
- 1993 - مستشار الشؤون العامة في دمشق، سوريا.
- 1996 - مستشار الشؤون العامة في مدينة غواتيمالا، غواتيمالا.
- 1999 - مستشار الشؤون العامة في عمّان، الأردن.
- 2002 - مستشار الشؤون العامة في كابول، أفغانستان.
- 2004 - تمركز في سفارة الولايات المتحدة في كابول، أفغانستان لمدة عام واحد.[24] (تضارب محتمل بين الإشارات في تواريخ الإرسال في كابول)
- يوليو 2005 - تم تعيينه مديرًا للدبلوماسية العامة لمكتب شؤون الشرق الأدنى.
- أكتوبر 2006 - يعتذر عن تصريحات «الغطرسة والغباء الأمريكي في العراق».
- 2006 نوفمبر - فاز بجائزة إدوارد ر.مورو للتميز في الدبلوماسية العامة.[25]
- يونيو 2007 - القائم بالأعمال، السفارة الأمريكية في الخرطوم، السودان
- يوليو 2009 - تم ترشيحه كسفير فوق العادة ومفوض لدى جمهورية غينيا الاستوائية؛ أكده مجلس الشيوخ الأمريكي في 24 ديسمبر 2009.[26]
- مارس 2012 - منسق مركز الاتصالات الاستراتيجية لمكافحة الإرهاب (CSCC).
- مايو 2015 - تقاعد من وزارة الخارجية.
- مايو 2015 - نائب رئيس معهد بحوث إعلام الشرق الأوسط.
- يوليو 2017 - رئيس شبكات البث في الشرق الأوسط.
- يونيو 2020 - عاد إلى معهد بحوث إعلام الشرق الأوسط كنائب للرئيس.

## روابط خارجية
- صوت أمريكا - الضغط الأمريكي من أجل الديمقراطية في الشرق الأوسط يمر بمرحلة بطيئة، 19 أبريل 2006، صورة لفرنانديز[وصلة مكسورة]
- https://web.archive.org/web/20121212001629/http://foreignaffairs.house.gov/112/HHRG-112-FA18-WState-FernandezA-20120802.pdf (شهادة لجنة الشؤون الخارجية بمجلس النواب، أغسطس 2012).
- Fernandez مرات الظهور على سي-سبان

| المناصب الدبلوماسية   | المناصب الدبلوماسية                                         | المناصب الدبلوماسية  |
| --------------------- | ----------------------------------------------------------- | -------------------- |
| سبقه دونالد س. جونسون | قائمة سفراء الولايات المتحدة لدى غينيا الاستوائية 2010–2012 | تبعه مارك ل. أسكوينو |